# Zone commerciale de Saint-Maximin
La Zone d’Activité Commerciale de Creil Saint-Maximin est un parc d’activité commerciale qui se situe entre les communes de Saint-Maximin et Creil, troisième plus grande ville du département de l’Oise. Elle fut conçue par Henry Hermand en 1968 par l’implantation de l’hypermarché Gamma, devenu Cora puis Carrefour. Cette zone réunit en 2019 plus de 320 enseignes sur une superficie de 200 hectares et réunit plus de 5000 emplois en 2016,. Elle peut réunir plus de 150 000 visiteurs par jour en 2015, et elle est à ce jour le plus grand centre d'activité économique d'Europe.

## Projets réalisés

### Projets commerciaux

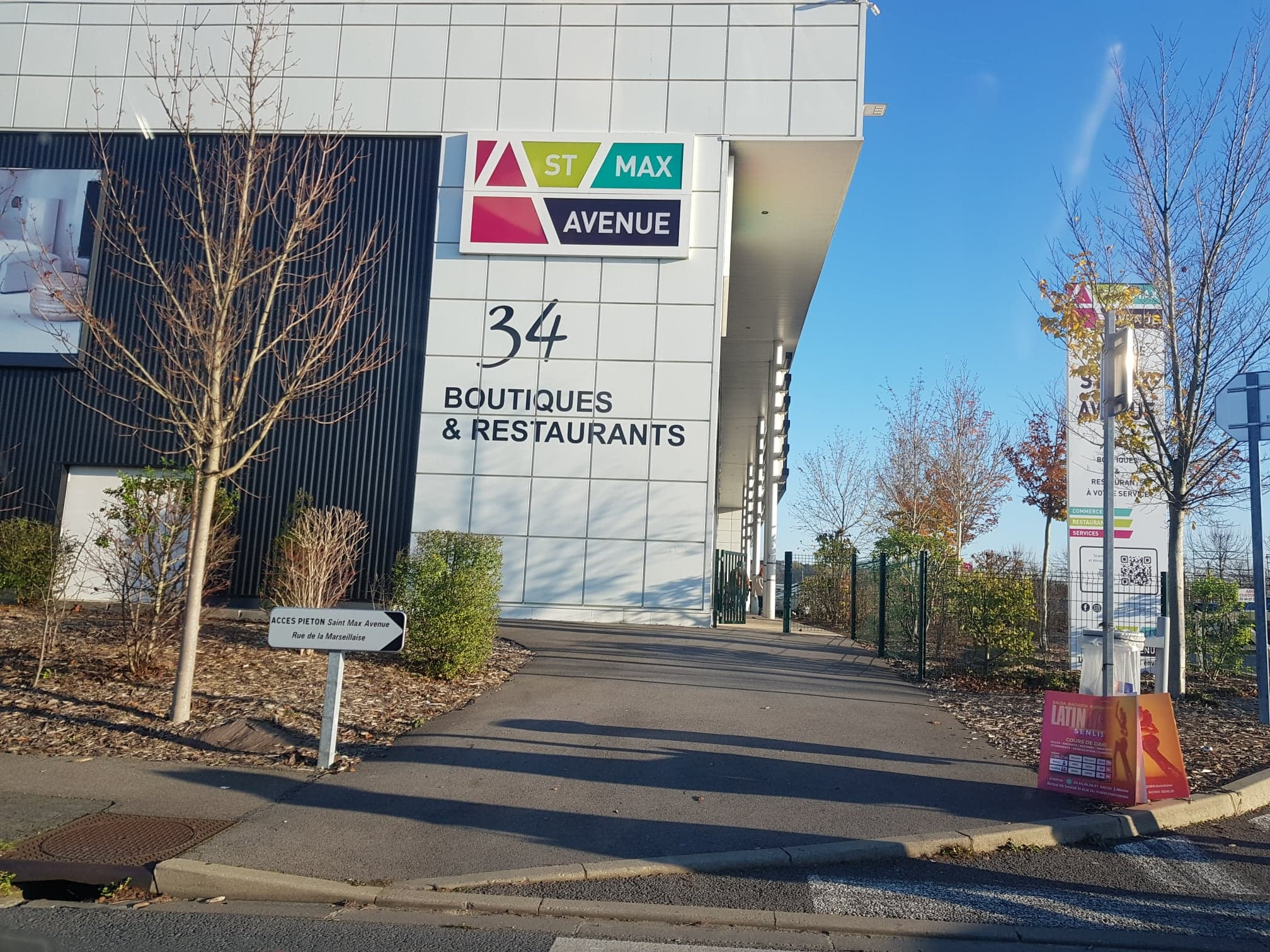
Entrée de Saint-Max Avenue

Le projet Saint-Max Avenue mené par le promoteur-aménageur JMP Expansion a vu le jour en mars 2015. Il s’agit d’un agrandissement de près de 17500 m² construit dans le but d’offrir à la zone un nouveau centre commercial moderne. Il s’organise le long d’une rue commerçante qui porte le même nom et est composé de 34  boutiques et 5 restaurants. L’aménageur a insisté sur l’aspect urbanistique des bâtiments, en proposant des structures plus aérées entre elles et esthétiquement plus évoluées que la zone commerciale de Cora, située plus au nord de la zone, de plus en plus essoufflée. L’entreprise d’aménagement possède la certification BREEAM.   
En 2016, 10 nouvelles enseignes, dont Stockomani, Gifi, Electro Depot, vont apparaître au sud avec l'inauguration du projet Park Avenue par l'aménageur JMP Expansion. Au total, c'est à nouveau 15 000 m² d'espace commercial qui sont aménagés.

### Projet routier
À la suite de l'enquête publique unique menée par le conseil général de l’Oise du 6 au 10 janvier 2014, une nouvelle ouverture par voie routière a été imaginée. Le projet routier consistait en la réalisation d’un passage inférieur à la RN 1016 et d’une bretelle de sortie correspondante et a été retenu parmi plusieurs hypothèses soumises par la collectivité. L’objectif était la fluidification du trafic sur la RN 1016 et l’amélioration de l’accessibilité de la zone d’activité de Saint-Maximin, notamment au niveau des communes situées au sud de la zone. En 2014, l’estimation du coût du projet était de 4 201 432€ HT. Le projet a été achevé en décembre 2018.

## Caractéristiques
La zone commerciale de Saint-Maximin possède de nombreux commerces et services diversifiés. La concentration d'activité commerciale reste majoritaire. 

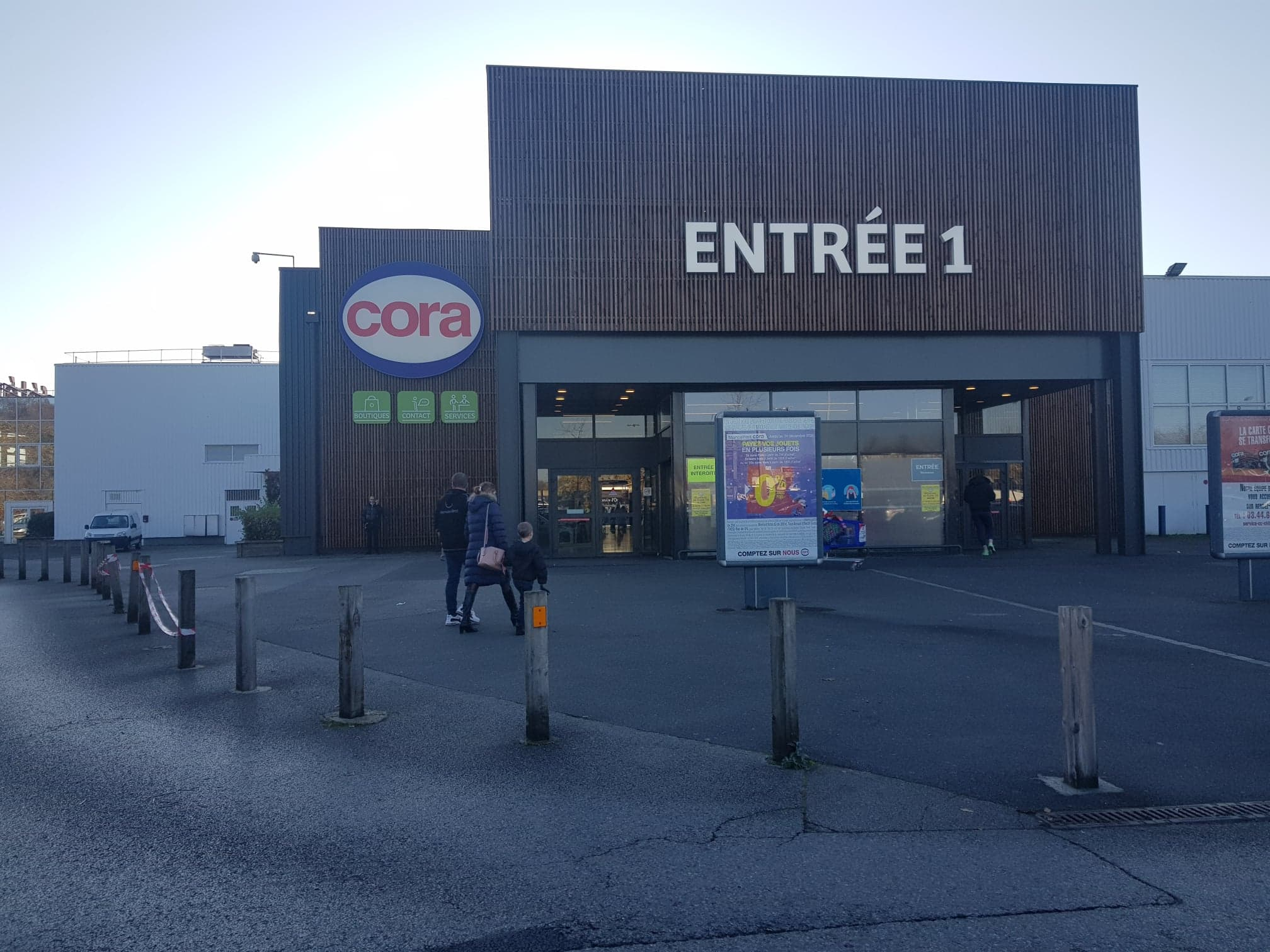
Entrée principale du Cora de Saint-Maximin